# Udinese Calcio 1978-1979
Questa voce raccoglie le informazioni riguardanti l'Udinese Calcio nelle competizioni ufficiali della stagione 1978-1979.

## Stagione
Ripetuto il capolavoro bianconero, la squadra di Teofilo Sanson e di Massimo Giacomini dopo avere conquistato il diritto a disputare la serie cadetta nella stagione scorsa, da dove mancava da 14 anni, stravince anche il campionato di Serie B 1978-1979 e dopo 18 anni ritorna nella massima serie. Un solo innesto a centrocampo, quello di Luigi Delneri ha reso la squadra friulana ancora più competitiva, la partenza per Napoli di Claudio Pellegrini non si è fatta sentire in attacco, grazie alle 15 reti di Nerio Ulivieri e alle 12 di Carlo De Bernardi.
L'Udinese vince il campionato con 55 punti, a sei lunghezze secondo il Cagliari con 49 punti, terzo il Pescara che con 38 punti sale in Serie A dopo aver battuto il Monza nello spareggio promozione. Retrocedono in Serie C1 il Foggia, la Nocerina, il Rimini ed il Varese.
Nella Coppa Italia i friulani prima del campionato hanno disputato il quinto girone di qualificazione, raggruppamento che ha promosso il Perugia ai Quarti di finale della manifestazione.

## Divise
| 1ª divisa |

## Organigramma societario
Area direttiva
- Presidente: Teofilo Sanson
- Direttore sportivo e segretario generale: Franco Dal Cin

Area sanitaria
- Medici sociali: Fausto Bellato e Giuseppe Girola
- Massaggiatore: Gianfranco Casarsa

Area tecnica
- Allenatore: Massimo Giacomini
- Allenatore in 2ª: Giuliano Zoratti
- Preparatore atletico: Cleante Zat

## Rosa
| N. |                   | Ruolo | Calciatore        |
| -- | ----------------- | ----- | ----------------- |
|    | Italia (bandiera) | P     | Carlo Della Corna |
|    | Italia (bandiera) | P     | Sigfrido Marcatti |
|    | Italia (bandiera) | P     | Luigi Modolo      |
|    | Italia (bandiera) | P     | Fulvio Venturuzzo |
|    | Italia (bandiera) | D     | Giorgio Battoia   |
|    | Italia (bandiera) | D     | Franco Bonora     |
|    | Italia (bandiera) | D     | Pasquale Fanesi   |
|    | Italia (bandiera) | D     | Fulvio Fellet     |
|    | Italia (bandiera) | D     | Paolo Pagura      |
|    | Italia (bandiera) | D     | Plinio Serena     |
|    | Italia (bandiera) | C     | Claudio Bencina   |

| N. |                   | Ruolo | Calciatore            |
| -- | ----------------- | ----- | --------------------- |
|    | Italia (bandiera) | C     | Ciro Bilardi          |
|    | Italia (bandiera) | C     | Luigi De Agostini     |
|    | Italia (bandiera) | C     | Luigi Delneri         |
|    | Italia (bandiera) | C     | Valentino Leonarduzzi |
|    | Italia (bandiera) | C     | Mariano Riva          |
|    | Italia (bandiera) | C     | Giovanni Sgarbossa    |
|    | Italia (bandiera) | C     | Sergio Vriz           |
|    | Italia (bandiera) | A     | Carlo De Bernardi     |
|    | Italia (bandiera) | A     | Nerio Ulivieri        |
|    | Italia (bandiera) | A     | Claudio Vagheggi      |

## Risultati

### Serie B

#### Girone di andata
| Arbitro: | Redini (Pisa) |

|                                   |           |              |
| Delneri 23’ Riva 73’ Ulivieri 82’ | Marcatori | 40’ Selvaggi |

| Arbitro: | Lo Bello (Siracusa) |

|                |           |                          |
| Russo 58’, 67’ | Marcatori | 13’ Bilardi 23’ Vagheggi |

| Arbitro: | Patrussi (Arezzo) |

|                                    |           |  |
| Bilardi 16’ (rig.) De Bernardi 53’ | Marcatori |  |

| Arbitro: | Benedetti (Roma) |

|                        |           |              |
| Damiani 7’, 70’ (rig.) | Marcatori | 21’ Ulivieri |

| Arbitro: | Materassi (Empoli) |

|                 |           |  |
| De Bernardi 60’ | Marcatori |  |

| Arbitro: | Ballerini (La Spezia) |

|                       |           |                   |
| Grop 66’ Matteoni 89’ | Marcatori | 31’, 74’ Ulivieri |

| Arbitro: | Lanzetti (Viterbo) |

|             |           |  |
| Bilardi 62’ | Marcatori |  |

| Udine 12 novembre 1978 8ª giornata | Udinese       | 0 – 0 | Cagliari | Stadio Friuli\| Arbitro: \| Longhi (Roma) \| |
| Arbitro:                           | Longhi (Roma) |       |          |                                              |

| Arbitro: | Lops (Torino) |

|             |           |              |
| Roselli 59’ | Marcatori | 28’ Vagheggi |

| Arbitro: | Paparesta (Bari) |

|                             |           |  |
| De Bernardi 38’ Delneri 75’ | Marcatori |  |

| Arbitro: | Mascia (Milano) |

|  |           |                 |
|  | Marcatori | 80’ De Bernardi |

| Arbitro: | Lapi (Firenze) |

|              |           |  |
| Blangero 40’ | Marcatori |  |

| Arbitro: | Redini (Pisa) |

|              |           |  |
| Ulivieri 59’ | Marcatori |  |

| Arbitro: | Materassi (Empoli) |

|                         |           |  |
| De Bernardi 2’, 6’, 13’ | Marcatori |  |

| Arbitro: | G. Panzino (Catanzaro) |

|             |           |            |
| Petrini 36’ | Marcatori | 12’ Fanesi |

| Arbitro: | Longhi (Roma) |

|                               |           |  |
| Borgo 71’ (aut.) Vagheggi 79’ | Marcatori |  |

| Arbitro: | Menegali (Roma) |

|  |           |                 |
|  | Marcatori | 56’ De Bernardi |

| Arbitro: | Lattanzi (Roma) |

|              |           |                              |
| Belluzzi 53’ | Marcatori | 73’ De Bernardi 86’ Vagheggi |

| Arbitro: | Vallesi (Pisa) |

|                       |           |  |
| Riva 42’ Ulivieri 73’ | Marcatori |  |

#### Girone di ritorno
| Arbitro: | Tonolini (Milano) |

|  |           |                 |
|  | Marcatori | 27’ De Bernardi |

| Arbitro: | Tani (Livorno) |

|              |           |  |
| Ulivieri 75’ | Marcatori |  |

| Foggia 4 marzo 1979 22ª giornata | Foggia         | 0 – 0 | Udinese | Stadio Pino Zaccheria\| Arbitro: \| Pieri (Genova) \| |
| Arbitro:                         | Pieri (Genova) |       |         |                                                       |

| Arbitro: | Redini (Pisa) |

|                         |           |  |
| Bilardi 19’ Delneri 86’ | Marcatori |  |

| Arbitro: | Menegali (Roma) |

|            |           |              |
| Catania 9’ | Marcatori | 67’ Vagheggi |

| Arbitro: | Savalli (Trapani) |

|                 |           |              |
| De Bernardi 76’ | Marcatori | 40’ B. Mutti |

| Arbitro: | Lattanzi (Roma) |

|            |           |  |
| Biondi 53’ | Marcatori |  |

| Arbitro: | Lo Bello (Siracusa) |

|             |           |  |
| Bellini 71’ | Marcatori |  |

| Arbitro: | Materassi (Empoli) |

|                                          |           |                         |
| Vriz 27’ (rig.) Bilardi 63’ Vagheggi 67’ | Marcatori | 30’ Orlandi 52’ Roselli |

| Arbitro: | G. Panzino (Catanzaro) |

|            |           |              |
| Donati 86’ | Marcatori | 73’ Ulivieri |

| Arbitro: | Lops (Torino) |

|                                          |           |  |
| Ulivieri 8’, 35’, 85’ Biagini 54’ (aut.) | Marcatori |  |

| Arbitro: | Lattanzi (Roma) |

|                   |           |           |
| Giusto 72’ (aut.) | Marcatori | 44’ Silva |

| Arbitro: | D'Elia (Salerno) |

|  |           |                               |
|  | Marcatori | 7’ Vriz 55’ (aut.) Pellegrini |

| Nocera Inferiore 20 maggio 1979 33ª giornata | Nocerina              | 0 – 0 | Udinese | Stadio San Francesco d'Assisi\| Arbitro: \| Ballerini (La Spezia) \| |
| Arbitro:                                     | Ballerini (La Spezia) |       |         |                                                                      |

| Arbitro: | Paparesta (Bari) |

|          |           |                    |
| Riva 13’ | Marcatori | 10’ (aut.) Bencina |

| Arbitro: | Pieri (Genova) |

|  |           |                |
|  | Marcatori | 2’ De Bernardi |

| Arbitro: | Prati (Parma) |

|          |           |  |
| Riva 60’ | Marcatori |  |

| Arbitro: | Patrussi (Arezzo) |

|              |           |             |
| Ulivieri 47’ | Marcatori | 45’ Bagnato |

| Arbitro: | Bianciardi (Siena) |

|           |           |                        |
| Fagni 75’ | Marcatori | 16’, 18’, 22’ Ulivieri |

### Coppa Italia

#### Quinto Girone
| Arbitro: | Magni (Bergamo) |

|                              |           |  |
| De Bernardi 15’ Vagheggi 90’ | Marcatori |  |

| Arbitro: | Lanzafame (Taranto) |

|          |           |  |
| Massa 8’ | Marcatori |  |

| Arbitro: | G. Panzino (Catanzaro) |

|                 |           |             |
| Vriz 83’ (rig.) | Marcatori | 12’ Vannini |

| Pescara 10 settembre 1979 4ª giornata | Pescara           | 0 – 0 | Udinese | Stadio Adriatico\| Arbitro: \| Tonolini (Milano) \| |
| Arbitro:                              | Tonolini (Milano) |       |         |                                                     |

| 17 settembre 1978 |  | – Turno riposo Udinese |  |  |

## Statistiche

### Statistiche di squadra
| Competizione | Punti | In casa | In casa | In casa | In casa | In casa | In casa | In trasferta | In trasferta | In trasferta | In trasferta | In trasferta | In trasferta | Totale | Totale | Totale | Totale | Totale | Totale | DR  |
| Competizione | Punti | G       | V       | N       | P       | Gf      | Gs      | G            | V            | N            | P            | Gf           | Gs           | G      | V      | N      | P      | Gf     | Gs     | DR  |
| ------------ | ----- | ------- | ------- | ------- | ------- | ------- | ------- | ------------ | ------------ | ------------ | ------------ | ------------ | ------------ | ------ | ------ | ------ | ------ | ------ | ------ | --- |
| Serie B      | 55    | 19      | 14      | 5       | 0       | 32      | 7       | 19           | 7            | 8            | 4            | 20           | 15           | 38     | 21     | 13     | 4      | 52     | 22     | +30 |
| Coppa Italia |       | 2       | 1       | 1       | 0       | 3       | 1       | 2            | 0            | 1            | 1            | 0            | 1            | 4      | 1      | 2      | 1      | 3      | 2      | +1  |
| Totale       | -     | 21      | 15      | 6       | 0       | 35      | 8       | 21           | 7            | 9            | 5            | 20           | 16           | 42     | 22     | 15     | 5      | 55     | 24     | +31 |

### Statistiche dei giocatori[5]
| Giocatore      | Serie B  | Serie B | Coppa Italia | Coppa Italia | Totale   | Totale |
| Giocatore      | Presenze | Reti    | Presenze     | Reti         | Presenze | Reti   |
| -------------- | -------- | ------- | ------------ | ------------ | -------- | ------ |
| G. Battoia     | 4        | 0       | -            | -            | 4        | 0      |
| C. Bencina     | 25       | 0       | 4            | 0            | 29       | 0      |
| C. Bilardi     | 33       | 5       | 3            | 0            | 36       | 5      |
| F. Bonora      | 27       | 0       | 3            | 0            | 30       | 0      |
| L. De Agostini | 1        | 0       | -            | -            | 1        | 0      |
| C. De Bernardi | 31       | 12      | 3            | 1            | 34       | 13     |
| C. Della Corna | 36       | -18     | 4            | -2           | 40       | -20    |
| L. Delneri     | 31       | 3       | 4            | 0            | 35       | 3      |
| P. Fanesi      | 37       | 1       | 4            | 0            | 41       | 1      |
| F. Fellet      | 38       | 0       | 4            | 0            | 42       | 0      |
| V. Leonarduzzi | 34       | 0       | 4            | 0            | 38       | 0      |
| S. Marcatti    | 2        | -2      | -            | -            | 2        | -2     |
| Modolo         | 1        | -1      | -            | -            | 1        | -1     |
| P. Pagura      | 2        | 0       | 1            | 0            | 3        | 0      |
| M. Riva        | 37       | 4       | 4            | 0            | 41       | 4      |
| P. Serena      | 1        | 0       | -            | -            | 1        | 0      |
| G. Sgarbossa   | 20       | 0       | 1            | 0            | 21       | 0      |
| N. Ulivieri    | 34       | 15      | 4            | 0            | 38       | 15     |
| C. Vagheggi    | 28       | 6       | 4            | 1            | 32       | 7      |
| F. Venturuzzo  | 1        | -1      | -            | -            | 1        | -1     |
| S. Vriz        | 33       | 2       | 4            | 1            | 37       | 3      |